# Funció parcial
En matemàtiques, una funció parcial sobre un conjunt donat E és una aplicació definida sobre una part d'aquest conjunt, anomenat domini de definició de la funció parcial.
Una funció parcial és una relació que associa elements d'un conjunt (denominat domini) amb, com a mínim, un dels elements d'un altre conjunt (que pot ser el mateix), denominat codomini. En qualsevol cas, no cal que tots els elements del domini estiguin associats amb algun element del codomini.
Si tots els elements d'un conjunt X s'associen amb un element de Y mitjançant una funció parcial f:X→Y, llavors es diu que f és una funció total, o simplement una funció, com s'entén tradicionalment aquest concepte en matemàtiques. No totes les funcions parcials són funcions totals.

## Funció total
En matemàtiques, una funció es diu que és total si està definida per a tot el conjunt de partida. Per comprendre això, cal saber que:
Sigui f: A → B, direm que f està definida per a un element {\displaystyle a\in A} si existeix un parell {\displaystyle {\begin{pmatrix}a,&f(a)\end{pmatrix}}\in f}. Això s'escriu com f(a) = ↓. Altrament, s'escriurà f(a) = ↑ quan f no estigui definida per a a.
Una funció que no és total, és a dir, que està indefinida per a algun o alguns elements, es coneix com a funció parcial.